# Porrhomma pallidum
Porrhomma pallidum là một loài nhện trong họ Linyphiidae. Chúng được Jackson miêu tả năm 1913.

## Phân loài
- Porrhomma pallidum affinis František Miller & Josef Kratochvíl, 1940